# سلطان محمدخان سردار اشجع
سلطان محمدخان سردار اشجع (زاده ۱۲۴۱ منطقه بختیاری - درگذشته اسفند ۱۳۰۲ پاریس) از رجال سیاسی و نظامی دوره قاجار بود، که از مشروطه‌خواهان بشمار می‌آمد. وی پس از انقلاب مشروطه، ۵ بار به حکومت اصفهان منصوب شد، چندین سال ایل بیگی بختیاری بود و مدتی نیز به عنوان حاکم اراک فعالیت می‌کرد. سردار اشجع فرزند امامقلی خان حاجی ایلخانی، برادر امیر مفخم بختیاری و نصیر خان سردار جنگ و از عموزادگان علیقلی خان سردار اسعد بود.

## زندگی‌نامه
سلطان محمدخان سردار اشجع، فرزند امامقلی خان حاجی ایلخانی بود، که در سال ۱۲۴۱ در منطقه بختیاری زاده شد. پدر، عمو و عموزادگان وی از با نفوذترین خوانین بختیاری در دوران قاجار محسوب می‌شوند. وی برادر کوچکتر غلامحسین خان سالار محتشم بود. سردار اشجع چندین برادر ناتنی نیز داشت، که شناخته شده‌ترین آنها لطفعلی خان امیر مفخم و نصیر خان سردار جنگ بودند. از عموزادگان وی نیز می‌توان به علیقلی خان سردار اسعد و نجفقلی‌خان صمصام‌السلطنه اشاره کرد.
سردار اشجع در طول حیات سیاسی خود ۵ بار به حکومت اصفهان رسید، همچنین در دوره‌هایی حکومت ایالات و شهرهای دیگری چون اراک را نیز برعهده داشت. به ایل بیگی بختیاری رسید و در اسفند ۱۳۰۲ در اروپا، به علت بیماری درگذشت.

## حکومت اول اصفهان
سردار اشجع در تاریخ ۱۲ دی ۱۲۸۸ به حکومت اصفهان منصوب شد. وی انتصاب خود به حکومت اصفهان را رسماً به کنسول‌های روس و انگلیس در اصفهان اطلاع داد. گراهام کنسول انگلیس، که در ۲۲ ذیحجه با وی ملاقات و مذاکره کرده بود، از عزم جدی او دربارهٔ رسیدگی به امنیت در راه ارتباطی اصفهان به بختیاری و اظهار دوستی وی با انگلیسی‌ها خبر داده است.
در همین هنگام شورش غریب‌خان؛ رئیس سابق نظمیه اتفاق افتاد؛ زیرا پس از عزل او از ریاست نظمیه، وی به قمشه (شهرضا) رفت و با گردآوری حدود ۱٫۷۰۰ نفر، سر به طغیان و اغتشاش نهاد. سردار اشجع نیز با اردوی مرکب از ۴۰۰ سرباز، ۵۰ سوار بختیاری و چند عراده توپ، روانه قمشه گردید، تا نیروهای کمکی نیز از منطقه بختیاری به آن‌ها بپیوندند. نیروهای بختیاری و دولتی، پس از رسیدن به قمشه با استعداد ۱٫۴۰۰ نفر، به قلعه‌ای که غریب‌خان و یارانش در آن پناه گرفته بودند، یورش بردند و با کشته شدن ۱۵ نفر از شورشیان، غائله را سرکوب نمودند. اما غریب‌خان موفق به فرار گردید. سردار اشجع در ماه اکتبر سال ۱۹۱۰ مصادف با آبان ۱۲۸۹ از حکومت اصفهان برکنار شد و شکرالله خان معتمد خاقان به‌جای وی منصوب گردید.

## حکومت دوم اصفهان
در ماه بهمن سال ۱۲۸۹ در مقر اصلی حکومت اصفهان، به جان حاکم وقت یعنی معتمد خاقان سوء قصد شد. این سوءقصد توسط شخصی بنام میرزا عباس‌خان، که از رؤسای سابق نظمیه این شهر بود، صورت گرفت، که گروهی آن را به سردار اشجع منتسب می‌دانستند. در این ترور معتمد خاقان به شدت مجروح شد و برادرزاده وی نیز مورد اصابت گلوله قرار گرفت و درگذشت.
مدتی پس از سوءقصد به جان معتمد خاقان، در ۲۳ اردیبهشت ۱۲۹۰ سردار اشجع بختیاری برای بار دوم به حکومت اصفهان منصوب گردید. پس از گذشت مدت کوتاه، یعنی در دی ماه ۱۲۹۰ از کار برکنار و خسرو خان سردار ظفر به حکومت اصفهان منصوب شد و متعاقب آن سردار اشجع نیز اصفهان را به سوی منطقه بختیاری ترک کرد.

## حکومت سوم اصفهان
پس از عزل سردار ظفر بختیاری در ۸ دی ۱۲۹۱ سردار اشجع بار دیگر به حکومت اصفهان منصوب شد. در غیاب او محمدتقی خان امیر جنگ، فرزند دوم علیقلی خان سردار اسعد، به عنوان نایب الحکومه، زمام امور اصفهان را در دست گرفت.

## حکومت چهارم اصفهان
چهارمین بار حکومت سردار اشجع در اصفهان، مصادف بود با جنگ جهانی اول و حضور قوای متحدین و همچنین متفقین در ایران. طی این دوران وقایع مهمی در اصفهان رخ داد. احمد کسروی این دوره را اینگونه شرح می‌دهد:
سردار اشجع علاقه‌مند به دفاع از وطن در مقابل تجاوز روس و انگلیس بود و اندکی به آلمان‌ها نیز تمایل داشت، لذا این رویه باعث گردید که در مدت کوتاهی سر رشته امور در اصفهان به دست دکتر پوژن و موسیو زایلر آلمانی بیفتد. آن دو نیز در اصفهان سواران مجاهد طرفدار آلمان را بسیج نمودند و دست به یک سری اقداماتی زدند که بعنوان مثال؛ دستگاه تلگراف بی‌سیم بر پا نموده و رئیس بانک استقراضی را به قتل رساندند.
در همان دوران به سوی گراهام، کنسول انگلیس در اصفهان تیراندازی شد، که یکی از سواران هندی همراه او در این سوء قصد کشته شد. در نتیجه این اقداماتِ ضد متفقین، دو کنسول روس و انگلیس با وابستگان و طرفداران خود، از اصفهان خارج شدند و شهر به دست آلمانی‌ها و طرفدارانشان افتاد. آنان نیز به سرکوب طرفداران روسیه در اصفهان پرداختند، اما این دوره چندان طولانی نبود و سرانجام قشون روسیه تزاری به اصفهان نزدیک شد. سردار اشجع که طرفداری غیرمستقیم وی از آلمان‌ها و مخالفتش با روس‌ها و انگلیسی‌ها آشکار بود، از اصفهان خارج گردید و به سمت بختیاری رفت و اصفهان به دست روس‌ها و طرفدارانشان، از جمله یمین‌السلطنه پسر ظل‌السلطان افتاد.

## حکومت پنجم اصفهان
سلطان محمدخان بنا بر مذاکرات خوانین دو جناح ایلخانی و حاجی ایلخانی، به پیشنهاد آنان برای پنجمین بار در تاریخ ۲۰ دی ۱۳۰۰ حاکم اصفهان گردید. او تا شهریور ۱۳۰۱ حکومت اصفهان را در دست داشت، تا اینکه در همان تاریخ به دلیل ابتلا به بیماری استعفا نمود.

## زندگی شخصی
سلطان محمدخان در طول حیات، ۵ بار ازدواج کرد، که دو تا از همسران وی دختران رضاقلی خان ایل بیگی و یک همسر دیگرش که از عموزادگانش بشمار می‌رفت؛ دختر خسروخان اسدی، از طایفه زراسوند بود. دو همسر دیگرش از طایفه جانکی و فارسونی بودند.

## درگذشت
سلطان محمدخان پس از تحویل حکومت اصفهان برای پنجمین و آخرین بار، بلافاصله به تهران نقل مکان کرد، سپس جهت معالجه روانه اروپا شد. اما در اسفند ۱۳۰۲ مصادف با مارس ۱۹۲۴ میلادی، به علت بیماری، در شهر پاریس درگذشت.